# دانشگاه د اورینته
دانشگاه د اورینته (به اسپانیایی: Universidad de Oriente) یک دانشگاه دولتی در ونزوئلا است.